# Blanchard (Louisiana)
Blanchard ist eine Kleinstadt (mit dem Status „Town“) im Caddo Parish im US-amerikanischen Bundesstaat Louisiana. Das U.S. Census Bureau hat bei der Volkszählung 2020 eine Einwohnerzahl von 3.538 ermittelt.
Blanchard ist Bestandteil der Metropolregion Shreveport-Bossier City am Red River.

## Geografie
Blanchard liegt im Nordwesten Louisianas, im nordwestlichen Vorortbereich von Shreveport, rund 10 km westlich des Red River und unweit der Grenzen zu Arkansas im Norden und Texas im Westen. Die geografischen Koordinaten von Blanchard sind 32°34′52″ nördlicher Breite und 93°53′34″ westlicher Länge. Das Stadtgebiet erstreckt sich über eine Fläche von 6,2 km².
Benachbarte Orte von Blanchard sind Greenwood (23,3 km südsüdwestlich), Mooringsport (14,8 km nordwestlich) und Belcher (21,4 km nordnordöstlich).
Das Stadtzentrum von Shreveport liegt 17,9 km südöstlich. Die nächstgelegenen weiteren Großstädte sind Louisianas Hauptstadt Baton Rouge (401 km südöstlich), Louisianas größte Stadt New Orleans (524 km in der gleichen Richtung), Lafayette (360 km südsüdöstlich), Beaumont in Texas (331 km südlich), Texas’ größte Stadt Houston (382 km südwestlich), Dallas in Texas (298 km westlich), Arkansas’ Hauptstadt Little Rock (332 km nordöstlich) und Mississippis Hauptstadt Jackson (364 km östlich).

## Bevölkerung
Nach der Volkszählung im Jahr 2010 lebten in Blanchard 2899 Menschen in 1144 Haushalten. Die Bevölkerungsdichte betrug 467,6 Einwohner pro Quadratkilometer. In den 1144 Haushalten lebten statistisch je 2,53 Personen.
Ethnisch betrachtet setzte sich die Bevölkerung zusammen aus 89,1 Prozent Weißen, 7,8 Prozent Afroamerikanern, 0,7 Prozent amerikanischen Ureinwohnern, 0,4 Prozent Asiaten sowie 0,5 Prozent aus anderen ethnischen Gruppen; 1,6 Prozent stammten von zwei oder mehr Ethnien ab. Unabhängig von der ethnischen Zugehörigkeit waren 2,4 Prozent der Bevölkerung spanischer oder lateinamerikanischer Abstammung.
24,7 Prozent der Bevölkerung waren unter 18 Jahre alt, 63,6 Prozent waren zwischen 18 und 64 und 11,7 Prozent waren 65 Jahre oder älter. 51,1 Prozent der Bevölkerung war weiblich.

Das mittlere jährliche Einkommen eines Haushalts lag bei 57.375 USD. Das Pro-Kopf-Einkommen betrug 25.935 USD. 10,6 Prozent der Einwohner lebten unterhalb der Armutsgrenze.

## Verkehr
Der Louisiana Highway 1 führt am nordöstlichen Stadtrand an Blanchard vorbei. Der Louisiana Highway 173 führt in Nord-Süd-Richtung als Hauptstraße durch das Zentrum von Blanchard. Alle weiteren Straßen sind untergeordnete Landstraßen, teils unbefestigte Fahrwege sowie innerörtliche Verbindungsstraßen.
In Blanchard treffen zwei Linien der Kansas City Southern zusammen, die ab hier zusammen nach Shreveport führen.
Die nächsten Flughäfen sind der Shreveport Regional Airport (20,4 km südsüdöstlich) und der größere Dallas/Fort Worth International Airport (331 km westlich).

## Bekannte Bewohner
- Karl Gerhardt (1853–1940) – Bildhauer – lebte jahrelang in Blanchard